# Jean Besré
Jean Besré est un acteur et scénariste québécois né le 22 juin 1936 à Sherbrooke (Canada), mort le 14 mars 2001 à Cowansville (Canada) dans un accident de la route à l'âge de 64 ans, trois mois avant son 65e anniversaire. Le Centre des arts de la scène Jean-Besré, l'un des édifices de la Ville de Sherbrooke, a été nommé en son honneur en 2008.

## Biographie
« Issu des Cantons de l'Est, Jean Besré s'intéresse au théâtre dès sa prime adolescence et dirige aussitôt ses études en ce sens. Après de modestes études, il s'embarqua pour l'Europe, vers 1959, et c'est là-bas qu'il acquit - à Paris plus précisément - une expérience sans prix et toutes les connaissances souhaitables pour l'exercice de son métier. La télévision devrait l'accaparer dès son retour au pays. Depuis, il a joué dans plusieurs téléthéâtres, dans plusieurs continuités pour les enfants, en plus de faire du théâtre, de l'opérette, de la comédie musicale et quoi encore. Deux emplois-tv devraient lui conférer la popularité qui est sienne aujourd'hui. Filles d'Ève (rôle épisodique) ainsi que Tour de Terre, télésérie éducative pour les jeunes et dont, aux côtés de son épouse Lise LaSalle, il est à la fois auteur et présentateur. ».
Il était l'époux de la comédienne Lise Lasalle.

## Animation
- Tour de Terre
- Tous pour un

## Filmographie

### Comme acteur
Au cinéma
- 1962 : Deburau
- 1972 : Les Colombes : Julien Ferland
- 1977 : Panique
- 1984 : Aéroport: Court-circuit (TV) : Antoine Courville

À la télévision
- 1967-1968 : D'Iberville (série TV) : Paul Lemoyne de Maricourt
- 1970-1971 : Fanfreluche (série TV) : Personnages divers
- 1974 : La P'tite Semaine (série TV) : Christian Genet
- 1977 : Jamais deux sans toi (1977 - 1980) (série TV) : Rémi Duval
- 1980 : Le Temps d'une paix (série TV) : Joseph-Arthur Lavoie (2d)
- 1990 : Jamais deux sans toi (1990 - 1992) (série TV) : Rémi Duval
- 1994 : Les héritiers Duval, suite de Jamais deux sans toi (série TV) : Rémi Duval
- 1997 : Sous le signe du lion (série TV) : Notaire Beauchemin
- 1999 : Le Polock (série TV) : Marcel Langlois
- 2001 : Mon meilleur ennemi (série TV) : André Langlois

### Comme scénariste
* Grujot et Délicat[précision nécessaire]

## Récompenses
Jean Besré obtient à trois reprises le Prix Gémeaux du meilleur premier rôle masculin dans la catégorie téléroman (1991, 1992, 1993) et une fois le Prix Gémeaux du meilleur rôle de soutien masculin dans la catégorie dramatique (1999).